# Ariadna y Teseo
Ariadna y Teseo es un cuadro del pintor veneciano Niccolò Bambini, de aproximadamente 1730. La pareja conforma uno de los episodios más representados en las Artes, con múltiples obras de estos personajes, como las obras homónimas de Pietro da Cortona, Jean Baptiste Regnault o Willoughby Vera.

## El tema
Teseo era el hijo del rey ateniense Egeo y su esposa Etra. Es uno de los héroes principales de los mitos atenienses y, entre otras hazañas, acabó con el hermanastro de Ariadna, el minotauro que habitaba en el laberinto de Dédalo, en Creta. Ariadna era la hija del rey Minos de Creta y ayudó al héroe entregándole un ovillo de hilo con el que marcar la entrada al laberinto para salir posteriormente de él.

## Descripción de la obra
La diosa Atenea, inspiradora del acuerdo, está flanqueada a su derecha por Ariadna, que entrega el ovillo de hilo al héroe ateniense Teseo, a la izquierda de la diosa.